# Ventilació mecànica

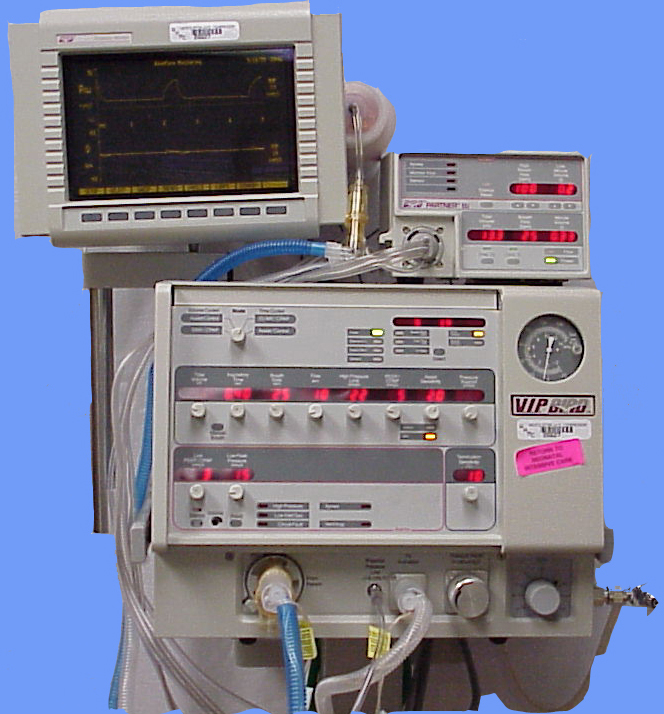
Ventilador de cures intensives de pediatria

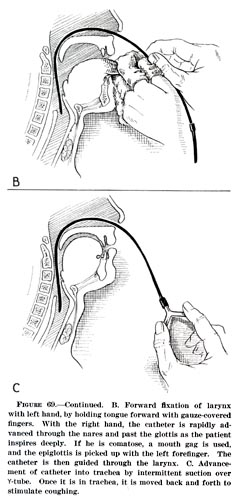
Intubació traqueal

La ventilació mecànica és una estratègia terapèutica que consisteix en assistir o reemplaçar mecànicament la ventilació pulmonar espontània quan aquesta és inexistent o ineficaç per a la vida.
Per brindar ventilació mecànica, es necessita una màquina anomenada ventilador mecànic, per a la ventilació assistida cal un metge o una altra persona competent que ajudi a la compressió d'una bossa d'aire o altres equips esmentats més endavant. La ventilació mecànica tradicionalment s'ha dividit en ventilació mecànica amb pressió positiva, i ventilació mecànica amb pressió negativa.

## Intubació: Tubs i màscares
A causa de l'anatomia del sistema respiratori humà, i a les circumstàncies en les quals es necessita la ventilació mecànica, sovint calen mesures addicionals per "assegurar" la via aèria durant la ventilació amb pressió positiva, per així, permetre el pas fàcil de l'aire cap a la tràquea i evitar el pas d'aire cap a l'esòfag i estómac. Aquest "assegurament" de la via aèria s'aconsegueix amb la inserció d'un tub dins de la tràquea, el qual proveeix una ruta lliure per al pas d'aire.
El tub pot ser introduït fins a la tràquea bé sigui a través dels orificis naturals del nas o de la boca, o a través d'una obertura artificial al coll anomenada traqueostomia. Depenent de les circumstàncies, hi ha altres formes més simples d'assegurar una via aèria com ara maniobres de permeabilització de la via aèria: triple maniobra (extensió del coll, obertura de la boca i subluxació de la mandíbula), i l'ús de màscares laríngies.
Si el pacient és capaç de protegir la seva pròpia via aèria, és a dir, si el pacient està conscient i pot evitar que el contingut de la boca i/o l'estómac sigui aspirat als pulmons, i només està rebent ventilació amb pressió negativa, o ventilació no invasiva, llavors no són necessàries mesures addicionals per mantenir la via aèria "assegurada".

## Aplicació

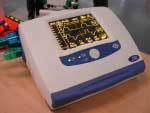
Elisée 350 - Ventilador d'hospital i urgències

La ventilació mecànica pot ser usada com una mesura de curt termini, per exemple durant una cirurgia o una malaltia crítica (més freqüentment quan el pacient es troba en una Unitat de Cures Intensives). També pot ser usada com una ajuda a llarg termini en pacients que tenen malalties pulmonars cròniques que requereixen aistència respiratòria en la seva llar, en centres de rehabilitació, o en asils.
La ventilació mecànica és sovint una intervenció que pot salvar vides, però comporta moltes complicacions serioses com ara pneumotòrax, dany de les vies respiratòries, dany alveolar, i pneumònia associada al ventilador.
En molts centres d'atenció hospitalària, l'ús de ventilació mecànica prolongada en la unitat de cures intensives, és un recurs limitat (en el fet que només un nombre limitat de pacients poden rebre aquest tipus de cura en qualsevol moment). Atès que la ventilació mecànica es fa servir per brindar suport a un sol òrgan que està fallant (el pulmó) i no ajuda a reversar cap malaltia subjacent (com ara un càncer terminal), és difícil prendre la decisió de si és convenient o no col·locar un pacient en ventilació mecànica. Igualment, hi ha molts problemes des del punt de vista ètic pel que fa a quan descontinuar la ventilació mecànica.

### Ús en pacients hospitalitzats per la COVID-19
La majoria de casos amb la COVID-19 no són prou greus per a requerir ventilació mecànica. Tot i la poca informació publicada (a març del 2020), el 26% dels pacients hospitalitzats amb la COVID-19 requereixen d'ingrés a la UCI, dels quals un 47% requeriran ventilació mecànica.
El 23 de març a Catalunya va ser validat i posat a disposició del Sistema Sanitari Català un model de respirador de campanya robust, d'utilitat i menor complexitat per a suplir l'elevada demanda de respiradors prevista per l'ingrés hospitalari massiu provocat per la pandèmia del SARS-CoV-2. L'aliança entre el Consorci de la Zona Franca de Barcelona, l'empresa Leitat, el Consorci Sanitari de Terrassa i l'Hospital Parc Taulí de Sabadell, va permetre la creació d'aquest model simplificat en disseny i components que en facilitaven la seva producció i assemblatge, industrialment escalable amb la capacitat d'assolir produccions diàries d'entre 50 i 100 unitats.